# EveryScape
EveryScape es una página web que ofrece recorridos virtuales con imágenes de 360 grados por más de 21 ciudades de varios países.
Una de las principales diferencias con Street View es que también presenta recorridos en el interior de algunos edificios.

## Lanzamiento y fechas
El lanzamiento de EveryScape fue el día 29 de octubre de 2007, añadiendo las ciudades de Boston, Nueva York, Miami, Aspen y Colorado.
El 13 de diciembre del mismo año agregaron Lexington y Massachusetts.
El 17 de enero de 2008 se añadió Cambridge, Massachusetts y Laguna Beach.
El 7 de abril de 2008, las ciudades añadidas fueron: Filadelfia, San Francisco, y Washington D. C.

## Lugares con EveryScape
| Ciudad           | Región        | País           |
| ---------------- | ------------- | -------------- |
| Aspen            | Colorado      | Estados Unidos |
| Austin           | Texas         | Estados Unidos |
| Pekín            | Pekín         | China          |
| Beverly Hills    | California    | Estados Unidos |
| Boston           | Massachusetts | Estados Unidos |
| Breckenridge     | Colorado      | Estados Unidos |
| Brooklyn         | Nueva York    | Estados Unidos |
| Cambridge        | Massachusetts | Estados Unidos |
| Hawái            | Hawái         | Estados Unidos |
| Cracovia         | Lesser Poland | Polonia        |
| Laguna Beach     | California    | Estados Unidos |
| Lexington        | Massachusetts | Estados Unidos |
| Maui             | Hawái         | Estados Unidos |
| Miami            | Florida       | Estados Unidos |
| Nueva York       | Nueva York    | Estados Unidos |
| Oahu             | Hawái         | Estados Unidos |
| Filadelfia       | Pensilvania   | Estados Unidos |
| San Diego        | California    | Estados Unidos |
| San Francisco    | California    | Estados Unidos |
| Snowmass Village | Colorado      | Estados Unidos |
| Somerville       | Massachusetts | Estados Unidos |